# Perityle lobata
Perityle lobata là một loài thực vật có hoa trong họ Cúc. Loài này được (Rydb.) I.M.Johnst. mô tả khoa học đầu tiên năm 1924.